# زندان مرکزی ناصریه
زندان مرکزی ناصریه (عربی: سجن الناصریة المرکزی) که به زندان الحوت نیز معروف است (سجن الحوت)، یک زندان با حداکثر درجه امنیت در نزدیکی ناصریه در استان ذی قار عراق است. این زندان بزرگترین زندان جنوب عراق است.

## تاریخچه
این زندان با هزینه‌ای در حدود ۴۹٬۰۰۰٬۰۰۰ دلار توسط سپاه مهندسین ارتش ایالات متحده ساخته و در جولای سال ۲۰۰۸ افتتاح شد.

### شرایط زندان
به گفته آلکراما (یک سازمان سوئیسی حقوق بشر)، «شرایط بازداشت در زندان الناصریه بسیار بد است و زندانیان به‌طور سیستماتیک و روزانه شکنجه می‌شوند». مقامات عراقی اعلام کرده‌اند که حدود ۱۲۰۰ نفر از ۶۰۰۰ زندانی که در ناصریه نگهداری می‌شوند به اعدام محکوم شده‌اند. این زندان بسیار شلوغ است زیرا فقط برای نگهداری ۸۰۰ زندانی طراحی شده بود. این زندانیان اکثراً مسلمانان سنی هستند که به دلیل جرایم سیاسی یا اتهام دست داشتن در تروریسم بازداشت شده‌اند.
در فوریه ۲۰۱۸، گزارشی از سوی مرکز حقوق بشر بغداد، زندان ناصریه را بدترین زندان عراق از نظر بدرفتاری با زندانیان معرفی کرد.

### زندانیان معروف
- عایش الحربی، هواپیماربای پرواز ۱۱۵ خطوط هوایی عربستان سعودی در ۱۴ اکتبر 2000.[۳]
- فهد العنزی، محمد العبید، مجید البوقامی، فیصل الفرج، بطل الحربی، علی الشهری، علی القحطانی، حمد یحیی و عبدالرحمن القحطانی، گروهی از اسرای عربستان سعودی.[۴]
- سلطان هاشم احمد الطایی، وزیر دفاع رژیم صدام حسین که در ۱۹ ژوئیه ۲۰۲۰ بر اثر سکته قلبی در بازداشت درگذشت.[۵]

### اعدام‌ها
- در ۲۱ اوت ۲۰۱۶، ۳۶ زندانی متهم به عضویت در دولت اسلامی عراق و شام به دار آویخته شدند.[۶]
- در ۱ سپتامبر ۲۰۱۶، هفت زندانی از لیبی، تونس، سودان، فلسطین، سوریه، اردن و مصر به اتهام عضویت در دولت اسلامی عراق و شام به دار آویخته شدند.[۷]
- در ۲۴ سپتامبر ۲۰۱۷، ۴۲ زندانی که گفته می‌شود اعضای دولت اسلامی عراق و شام بودند به دار آویخته شدند. کمیسر عالی حقوق بشر سازمان ملل، شاهزاده زید بن رعد گفت که بعید به نظر می‌رسد که این روند قانونی رعایت شده باشد. به گفته سازمان ملل، «هیچ اطلاعاتی در مورد نام، محل سکونت، جنایات دقیق، محاکمه، تاریخ صدور حکم، یا روند تجدید نظر آنها منتشر نشده‌است».[۸]
- در ۱۴ دسامبر ۲۰۱۷، ۳۸ زندانی به اتهام عضویت در دولت اسلامی عراق و شام به دار آویخته شدند.[۹]